# Messie Biatoumoussoka
Messie Biatoumoussoka (Saint-Denis, 5 giugno 1998) è un calciatore congolese (Repubblica del Congo) con cittadinanza francese, difensore della Lokomotiv Sofia.

## Carriera

### Club
Cresciuto nei settori giovanili di CO Beauvais, Beauvais e Le Havre, nel 2016 è stato acquistato dal Bordeaux, con cui ha giocato per due stagioni nella squadra riserve. Nel 2018 si è trasferito allo Charleroi, senza però mai scendere in campo, per poi essere ceduto in prestito all'Avranches l'anno successivo, dove ha disputato soltanto 11 partite con la squadra riserve. Rientrato allo Charleroi, anche in questo caso non è mai sceso in campo e nel gennaio del 2021 è stato acquistato a titolo definitivo dallo Xylotymbou, squadra della seconda divisione cipriota. Nello stesso anno è approdato al Șelimbăr, club della seconda divisione rumena, per poi fare ritorno allo Xylotymbou l'anno successivo. Nell'estate del 2022 è passato in Bulgaria, al Botev Vraca.

### Nazionale
Il 27 settembre 2022 ha esordito con la nazionale congolese, disputando l'amichevole persa 2-0 contro la Mauritania.

## Statistiche

### Presenze e reti nei club
Statistiche aggiornate al 27 marzo 2023.
| Stagione          | Squadra           | Campionato        | Campionato | Campionato | Coppe nazionali | Coppe nazionali | Coppe nazionali | Coppe continentali | Coppe continentali | Coppe continentali | Altre coppe | Altre coppe | Altre coppe | Totale | Totale |
| Stagione          | Squadra           | Comp              | Pres       | Reti       | Comp            | Pres            | Reti            | Comp               | Pres               | Reti               | Comp        | Pres        | Reti        | Pres   | Reti   |
| ----------------- | ----------------- | ----------------- | ---------- | ---------- | --------------- | --------------- | --------------- | ------------------ | ------------------ | ------------------ | ----------- | ----------- | ----------- | ------ | ------ |
| 2016-2017         | Bordeaux 2        | CFA2              | 6          | 0          |                 | -               | -               |                    | -                  | -                  |             | -           | -           | 6      | 0      |
| 2017-2018         | Bordeaux 2        | N3                | 15         | 0          |                 | -               | -               |                    | -                  | -                  |             | -           | -           | 15     | 0      |
| Totale Bordeaux 2 | Totale Bordeaux 2 | Totale Bordeaux 2 | 21         | 0          |                 | -               | -               |                    | -                  | -                  |             | -           | -           | 21     | 0      |
| 2019-2020         | Avranches 2       | N3                | 11         | 1          |                 | -               | -               |                    | -                  | -                  |             | -           | -           | 11     | 1      |
| gen.-giu. 2021    | Xylotymbou        | B                 | ?          | ?          | CC              | -               | -               |                    | -                  | -                  |             | -           | -           | ?      | ?      |
| 2021-gen. 2022    | Șelimbăr          | L2                | 10         | 1          | CR              | 0               | 0               |                    | -                  | -                  |             | -           | -           | 10     | 1      |
| gen.-giu. 2022    | Xylotymbou        | B                 | ?          | ?          | CC              | 2               | 0               |                    | -                  | -                  |             | -           | -           | 2+     | 0+     |
| 2022-2023         | Botev Vraca       | 1L                | 17         | 1          | CB              | 1               | 0               |                    | -                  | -                  |             | -           | -           | 18     | 1      |
| Totale carriera   | Totale carriera   | Totale carriera   | 59+        | 3+         |                 | 3               | 0               |                    | -                  | -                  |             | -           | -           | 62+    | 3+     |

### Cronologia presenze e reti in nazionale
| Cronologia completa delle presenze e delle reti in nazionale ― Rep. del Congo | Cronologia completa delle presenze e delle reti in nazionale ― Rep. del Congo | Cronologia completa delle presenze e delle reti in nazionale ― Rep. del Congo | Cronologia completa delle presenze e delle reti in nazionale ― Rep. del Congo | Cronologia completa delle presenze e delle reti in nazionale ― Rep. del Congo | Cronologia completa delle presenze e delle reti in nazionale ― Rep. del Congo | Cronologia completa delle presenze e delle reti in nazionale ― Rep. del Congo | Cronologia completa delle presenze e delle reti in nazionale ― Rep. del Congo |
| Data                                                                          | Città                                                                         | In casa                                                                       | Risultato                                                                     | Ospiti                                                                        | Competizione                                                                  | Reti                                                                          | Note                                                                          |
| ----------------------------------------------------------------------------- | ----------------------------------------------------------------------------- | ----------------------------------------------------------------------------- | ----------------------------------------------------------------------------- | ----------------------------------------------------------------------------- | ----------------------------------------------------------------------------- | ----------------------------------------------------------------------------- | ----------------------------------------------------------------------------- |
| 27-9-2022                                                                     | Mohammedia                                                                    | Mauritania                                                                    | 2 – 0                                                                         | Rep. del Congo                                                                | Amichevole                                                                    | -                                                                             |                                                                               |
| 27-3-2023                                                                     | Dar es Salaam                                                                 | Sudan del Sud                                                                 | 0 – 1                                                                         | Rep. del Congo                                                                | Qual. Coppa d'Africa 2023                                                     | -                                                                             |                                                                               |
| Totale                                                                        |                                                                               | Presenze                                                                      | 2                                                                             |                                                                               | Reti                                                                          | 0                                                                             |                                                                               |